# فرجام‌شناسی یهودی
| بخش از مجموعه                                                                          |
| یهودیت                                                                                 |
| Star of David · Ten Commandments · Menorah                                             |
| رده:یهودیت                                                                             |
| یهود · یهودیت · اسباط                                                                  |
| ارتودوکس                                                                               |
| حریدی · حسیدی · ارتودوکس مدرن                                                          |
| فلسفه یهودی                                                                            |
| اصول دین · منیان · کابالا                                                              |
| قوانین نوح · خدا · آخرت · مسیح در یهودیت                                               |
| یهودیان به عنوان قوم برگزیده · هولوکاست · هلاخا · کشروت· ده فرمان                      |
| صنیوت · صدکه · اخلاق · جنبش مسار                                                       |
| متون دینی                                                                              |
| تورات · تنخ · تلمود · میدراش · توسفتا                                                  |
| آثار حاخامی · هاگادا · میشنا· باریتا                                                   |
| تور · شولحان عاروخ ·                                                                   |
| حماش · سیدور · زوهار ·                                                                 |
| شهرهای مقدس                                                                            |
| اورشلیم · صفد · حبرون · طبریه                                                          |
| شخصیت‌های مهم                                                                           |
| ابراهیم · اسحق · یعقوب                                                                 |
| ساره · ربه‌کا · راحیل · لیه                                                             |
| موسی · دبوره · روت · داوود · سلیمان                                                    |
| الیاس · هیلل · شمای · یهودا هناسی                                                      |
| سعادیا گائون · راشی · اسحاق الفاسی · ابن عزرا · توسفتانویسان                           |
| یوسف آلبو · یوسف قارو · آشر بن یهیئل                                                   |
| بعل شم طوو · موسی بن میمون · فیلون اسکندرانی                                           |
| اوادیا یوسف · موشه بن نحمان · موشه فینشتاین · العازر شاخ                               |
| زندگی یهودی                                                                            |
| بریت · بنای مصوا · ازدواج                                                              |
| نیدا· عزاداری                                                                          |
| نقش‌های مذهبی                                                                           |
| حاخام · ربی                                                                            |
| کاهن یهودی ·                                                                           |
| دیان · روش یشیوا                                                                       |
| ساختمان‌های مذهبی                                                                       |
| کنیسه · میکوه · هیکل سلیمان / خیمه‌گاه                                                  |
| مقالات مذهبی                                                                           |
| شبات · تفیلین · زنان · سفر تورات· بدکن· قربانی                                         |
| ستاره داوود · منوره · شوفار                                                            |
| اربعه مینیم                                                                            |
| نماز                                                                                   |
| نماز · شماع · عمیده ·                                                                  |
| قدیش ·هولده                                                                            |
| یهودیت و دیگر ادیان                                                                    |
| مسیحیت · اسلام ·                                                                       |
| ادیان ابراهیمی · تکثرگرایی                                                             |
| مورمونیسم · "یهودی مسیحی" · دیگران                                                     |
| مطالب وابسته                                                                           |
| نقد یهودیت · یهودستیزی                                                                 |
| یهوددوستی · یشیوا· صهیونیسم· یهودیان آمریکا· فهرست دانشمندان و فیلسوفان یهودی · کوربان |
| ن ب و                                                                                  |

فرجام‌شناسی یهودی به معنی بررسی باور به زندگی بازپسین در میان یهودیان است.این اتفاقات شامل بازگشتن یهودیان به ارض موعود، آمدن مسیح یهودیان، زندگی پس از مرگ است.
در یهودیت روزهای آخرالزمان معمولاً «آخرین روزها» نامیده می‌شوند (به عبری: אחרית הימים) که این عبارت چندین بار در تنخ به کار رفته‌است. دوران مسیحایی دارای بخش مهمی در تفکر یهودی است و قسمتی از روزهای واپسین است.

## در کتاب مقدس
منبع اصلی برای باور به روزهای واپسین تنخ یا عهد عتیق است. در پنج کتاب موسی که تورات نامیده می‌شود، به اینکه یهودیان قادر نخواهند بود قوانین موسی را حفظ کنند و از این رو از سرزمین موعود تبعید می‌شوند اشاره شده‌است. کتاب‌های پیامبران بنی اسرائیل نیز به مسئله روزهای واپسین اشاره کرده‌است.
در منابع ربانی، ربی‌ها پیش‌بینی‌هایی را که از عهد عتیق در آمده بود به همراه قوانین شفاهی مخلوط کردند. مهمترین کتاب‌های عهد عتیق در مورد روزهای آخر کتب اشعیا، جرمیا و ازکیل هستند. 
بنا به آن‌ها:
- خداوند یهودیان را از اسارت بابل آزاد می‌کند و به یک آوارگی می‌فرستد.
- خداوند تمامی یهودیان را به ارض موعود باز میگرداند و آن‌ها را دوباره در آن ساکن می‌کند.
- خداوند خانهٔ داوود و معبد اورشلیم را بازسازی می‌کند.
- خداوند از نسل داوود فردی (مسیح) را می‌فرستد که یهودیان و تمامی مردم دنیا را رهبری کند و عدالت و صلح برقرار سازد.
- تمامی مردم دنیا خدای اسرائیل را به عنوان تنها خدای واقعی قبول می‌کنند.
- خداوند مردگان را زنده میکند.
- خداوند یک بهشت نو و یک زمین نو میسازد.

در این زمان تاریخ دنیا کامل شده و تمامی مردم به باغ بهشت باز می‌گردند.

## مسیح
واژهٔ عبری ماشیا به ایدهٔ مسیح در باور یهودیان اشاره دارد. مسیح به معنی کسی است که انتخاب شده باشد.
مسیح یهودیان یک رهبر است که از نسل داوود بوده و بر یهودیان حکمرانی کرده و اسرائیل را متحد خواهد کرد و دوران مسیحایی صلح جهانی را پدید خواهد آورد. در دیدگاه یهودیان مسیح مقدس نبوده و به‌طور قطع عیسی نیز نمی‌باشد و از این نظر در تقابل با مسیحیان هستند.

## در تنخ
بیشتر مسائل مربوط به مسیح در کتاب اشعیا آمده‌است. این اتفاقات به شرح زیر هستند:
- سنهدرین دوباره برقرار خواهد شد.
- پس از اینکه او شاه شد، تمامی ملت‌ها به او برای راهنمایی نگاه خواهند کرد.
- تمامی دنیا خدای اسرائیل را پرستش خواهد کرد.
- او از نسل داوود و سلیمان خواهد بود.
- مسیح فردی دنیوی بوده و یک یهودی مذهبی با ترس از خدا است.
- شیطانیت و زورگویی در برابر رهبری او جایی نخواهد داشت.
- دانش الهی زمین را پر خواهد کرد.
- او مردم بسیاری را از تمامی فرهنگ‌ها و قوم‌ها جذب خواهد کرد.
- تمامی اسرائیلیان به سرزمین اجدادی خود بازمی‌گردند.
- دیگر گرسنگی و بیماری وجود نخواهد داشت و مرگ از میان می‌رود.
- تمامی مردگان زنده می‌شوند.
- نسل داوود به عنوان جانشین خدا خواهد بود.
- خداوند تمامی قوم‌هایی که علیه اورشلیم باشند را نابود خواهد ساخت.
- اسرائیل و جودا دوباره یک مردم می‌شوند.
- یهودیان خوشحالی و شادی ابدی را تجربه می‌کنند.
- او مرد صلح خواهد بود.
- ملت‌ها می‌فهمند که در حق اسرائیل چه ستم‌هایی کرده‌اند.
- تمامی مردم دنیا به یهودیان برای رهبری معنوی نگاه می‌کنند.
- تمامی خرابه‌های شهرهای اسرائیل بازسازی می‌شود.
- اسلحه‌های جنگ نابود می‌شوند.
- معبد دوباره ساخته می‌شود.
- او سپس تمامی دنیا را پاکیزه می‌کند تا به خدا خدمت کنند.
- او زمین‌های بایر را تبدیل به زمین‌های حاصلخیز میکند.
- خدا مردم را برای لوی و روحانی بودن انتخاب میکند.
- تمامی جسم‌ها در برابر خدا عبودیت کرده یا می‌میرند.[۱]